# Sultani Makenga

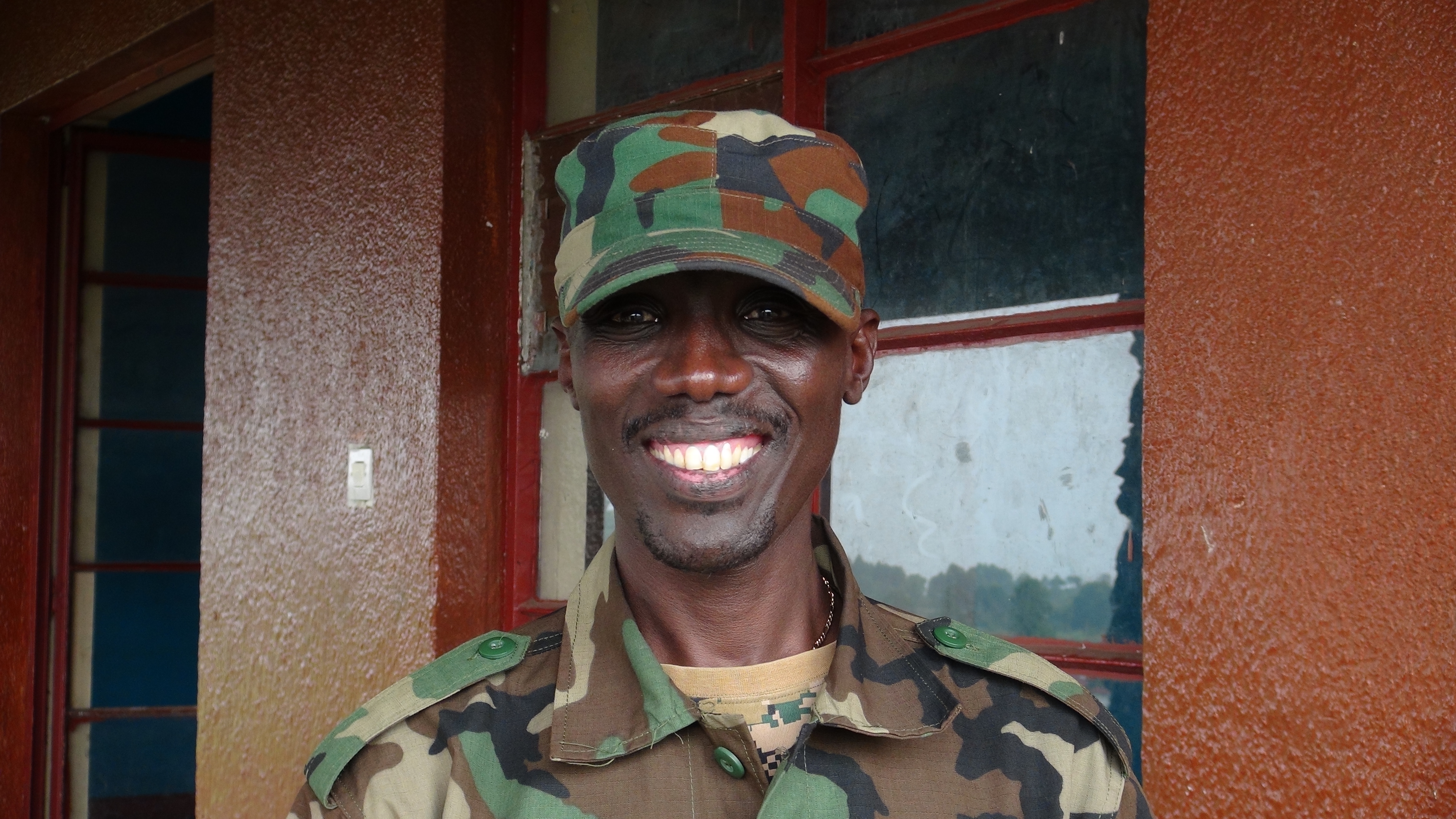

El Coronel Sultani Makenga fue el líder militar  del Movimiento 23 de marzo (M23), grupo rebelde que operó principalmente en la República Democrática del Congo entre 2012 y 2013, en el llamado Conflicto del este del Congo.
Makenga nació el 25 de diciembre de 1973 en la localidad de Rutshuru, República Democrática del Congo.
El Consejo de la Unión Europea ha señalado que como dirigente del M23 Makenga cometió y es responsable de violaciones graves del Derecho internacional dirigidas contra niños o mujeres en situaciones de conflicto armado, como asesinatos y mutilaciones, actos de violencia sexual, secuestros y desplazamientos forzados. Asimismo fue responsable de violaciones del Derecho internacional relacionadas con actuaciones del M23 al reclutar o utilizar a niños en conflictos armados en la RDC.
Tanto el Consejo de Seguridad de Naciones Unidas como Estados Unidos también han impuesto sanciones en contra de Makenga y sus comandantes.

## Derrota
Después de que tropas gubernamentales declararon victoria sobre el Movimiento el 6 de noviembre de 2013, se cree que Makenga huyó o a Ruanda o a Uganda. De ser apresado, no podría acogerse a ningún tipo de amnistía.
Según el gobierno de Kinshasa, Makenga y sus comandantes desertaron desde la localidad de Tshanzu, sin antes destruir depósitos de municiones y camiones militares.